# کتی استدینگ
کتی استدینگ (انگلیسی: Katy Steding؛ زادهٔ ۱۱ دسامبر ۱۹۶۷) بازیکن سابق و مربی بسکتبال اهل ایالات متحده آمریکا است.